# Ярнема
Ярнема — деревня в Плесецком районе Архангельской области России. Входит в Ярнемское сельское поселение.

## География
Находится на западе области, у реки Онега. У деревни Ярнема реку пересекает кряж Ветреный пояс. Ближайший сопоставимый по размерам населённый пункт — деревня Копыловка. Расстояние до города Архангельск по автодороге через посёлок Савинский, по трассам P1 и М8 составляет примерно 400 км.

## История
Постановлением Президиума Севкрайисполкома от 31 июля 1931 года, в состав Плесецкого района был включён Ярнемский сельсовет упразднённого Чекуевского района. В 1987 году деревня вышла из административного подчинения Онежского района. Летом 2007 года были проведены работы по благоустройству деревни. С 2011 года идёт ремонт автомобильной дороги «Савинский—Ярнема—Онега» длиной 214 км.

## Улицы
- Дачная
- Дорожная
- Онежская
- Речная
- Школьная

## Население
| 2002 | 2010 | 2012 |
| ---- | ---- | ---- |
| 204  | ↘160 | ↗178 |

Численность населения деревни, по данным Всероссийской переписи населения 2010 года, составляла 160 человек. По данным за 2009 год в посёлке проживал 191 человек, из них пенсионеров 75 и детей 31.

## Транспорт
По грунтовой дороге ходит маршрут № 656: Плесецк — Ярнема. Также проходят рейсовые автобусы.

### СМИ
В населённом пункте распространяется районная газета «Плесецкие новости».

## Ярнемия

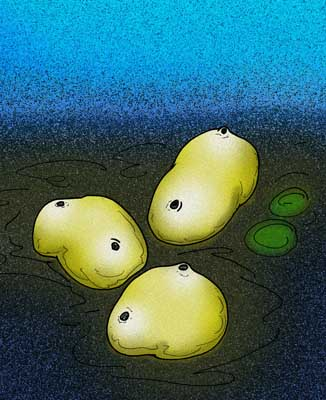
Yarnemia ascidiformis

По названию деревни Ярнема получила обозначение окаменелость вида Yarnemia ascidiformis рода ярнемия (en:Yarnemia ascidiformis), предварительно классифицированная как оболочник и являющаяся представителем эдиакарской (вендской) биоты.

### Карты
- Карта Карелии. Карта дорог республики Карелия масштаба 1см:15 км, B0 — атласа автомобильных дорог областей России Архивная копия от 1 декабря 2011 на Wayback Machine
- [web.archive.org/web/20050225085629/mapp37.narod.ru/map2/index09.html Топографическая карта P-37-IX,X. Ярнема]
- Ярнема на карте Wikimapia Архивная копия от 17 мая 2020 на Wayback Machine
- Топографическая карта P-37-09_10.